# Thierry Marchand
Thierry Marchand (* 1978 oder 1979) ist ein französischer Animator.

## Leben
Marchand studierte von 1999 bis 2002 an der École nationale supérieure d’ingénieurs de Caen Telekommunikation und Multimedia und arbeitete anschließend in Frankreich und Deutschland als Informatiker. Da er ein großes Interesse an 3D-Animation entwickelte, schrieb er sich 2004 für ein Studium an der Gobelins, l’École de l’Image ein. Sein Abschlussfilm wurde 2007 Oktapodi, den er in sieben Monaten mit Julien Bocabeille, François-Xavier Chanioux, Olivier Delabarre, Quentin Marmier und Emud Mokhberi realisierte. Die Geschichte um zwei verliebte Oktopusse wurde 2009 für einen Oscar in der Kategorie Bester animierter Kurzfilm nominiert.
Von 2007 bis 2008 war Marchand als 3D-Animator bei Framestone in London tätig und arbeitete anschließend ein Jahr bei Dreamworks in Indien als Charakterdesigner. Seit 2010 ist Marchand selbstständiger Animator, unter anderem im Werbebereich. Marchand lebt und arbeitet in Paris.

## Filmografie
- 2006: Monstres en boîte
- 2007: Oktapodi
- 2009: Fröhliches Madagascar (Merry Madagascar)

## Auszeichnungen
- 2008: Prix Canal+, Festival d’Animation Annecy, für Oktapodi
- 2008: Spezialpreis der Jury und Nominierung Grand Prix, Hiroshima Kokusai Animation Festival, für Oktapodi
- 2008: Spezialpreis der Kinderjury, Animafest Zagreb, für Oktapodi
- 2009: Oscarnominierung, Bester animierter Kurzfilm, für Oktapodi